# كارل هاينز أوليغ
كارل هاينز أوليغ (مواليد 15 أيلول 1938 في كوبلنز) كان أستاذ اللاهوت الكاثوليكي والتعليم الديني في جامعة التربية في سارلاند من 1970 إلى 1978. من عام 1978 عمل أستاذاً للدراسات الدينية وتاريخ المسيحية بجامعة سارلاند. تقاعد منذ أكتوبر 2006.

## حياته
كرجل لاهوت، تناول أوليج مرارًا وتكرارًا موضوعات مثيرة للجدل، على سبيل المثال عندما طرح السؤال في أحد الأعمال عام 1973: «هل تحتاج الكنيسة إلى بابا؟»
في كتابه «العالم هو خلق الله» Die Welt ist Gottes Schöpfung Mainz 1984، يريد التوفيق بين الاعتقاد في الخلق ونظرية التطور من خلال ترتيب فعل الخلق والتطور في توالي زمني. وهو يفترض أنه «مع تكوين الطاقة الكونية التي تم تفريغها في الانفجار الكبير، وضع الله جميع القوانين التي أدت إلى تطور الكون» (ص. 109). وبهذه الطريقة، يُرى عمل الله في وقت ما قبل الانفجار الكبير، مما يعني أن تدخل الخالق لاحقًا في سياق التطور ليس ضروريًا .
في عمله "إله في ثلاثة أشخاص؟ من والد يسوع إلى "سر الثالوث" Ein Gott in drei Personen? Vom Vater Jesu zum ‚Mysterium‘ der Trinität (1999)، سأل وفق المنهج التاريخي النقدي عن أصل عقيدة الثالوث والظروف الخارجية والمتطلبات الفلسفية التي أدت إلى صياغتها. بعد تحليل مفصل للتطور التاريخي للعقائد في القرون الأولى، توصل أوليغ إلى استنتاج مفاده أن عقيدة ثالوث الله ينبغي اعتبارها شكل ثقافي تاريخي للإيمان المسيحي من بين أشكال أخرى، ويجب أن لا تكون معيارية.
يكتب فريدمان فويجت Friedmann Voigt عن مقاربة كارل هاينز أوليغ لتاريخ الدين: «يمكن أن يتفق أوليغ مع ماركس على أن طبيعة الدين المتعلقة بالثقافة» واضحة بكل أشكالها «. لكنه أشار بحق ضد ماركس إلى أن زمن الأهمية الثقافية للدين لم ينته بعد. إن لطريقة التفكير التاريخية نقطة مثيرة للقلق بالنسبة لمعارضين وأنصار الدين: لقد كان تاريخ الدين دائمًا بمثابة إهانة لنرجسية مطالب الأديان المطلقة، ولكن أيضًا للانتقاد الراديكالي للدين: المظاهر المتمثلة في تحول الأفكار الدينية وتغييرها وإفادتها يشكل اعتراضًا على المطالبة بالحقيقة المطلقة غير المتغيرة»

## أطروحات عن الإسلام المبكر
في السنوات القليلة الماضية قبل تقاعده، تعامل أوليغ - الذي يعترف بأنه "ليس مستشرقًا ولا باحثًا إسلاميًا متخصصًا، لكنه باحث لاهوتي وديني"، وهو "قصور غير مهم"  - مع أطروحات جديدة مثيرة للجدل حول تاريخ الإسلام المبكر. في عام 2005 نشر مع جيرد ر. بوين.مجموعة "البدايات المظلمة بحث جديد عن ظهور التاريخ المبكر للإسلام ". "Die dunklen Anfänge. Neue Forschungen zur Entstehung der frühen Geschichte des Islam. بها، يدافع عن الفرضية القائلة بأن الإسلام نشأ كحركة عربية مسيحية مناهضة للتثليث، وهي أن " مُحمدٌ" (حرفيًا: " المُثنى عليه بالحمد") كان في الأصل مجرد لقب ليسوع المسيح وهو ما يشير إليه أيضًا القرآن. تفسيره (وتحويله) لاسم للنبي العربي لم يحدث إلا بعد حوالي 800 م أو 150 إلى 200 سنة من حياة محمد المفترضة تقليديًا. لم يكن النبي محمد موجودًا أبدًا كشخص تاريخي، بل كان شخصية خيالية، وهو اختراع قائم على سوء فهم للأزمنة اللاحقة عندما تطور الإسلام إلى دينه الخاص، ثم ابتكر شخصية مؤسسة نبوية.
بالتعاون مع فقيه اللغة الآرامية كريستوف لكسنبرغ، أتخذ أوليغ أيضًا وجهة نظر مفادها أن القرآن لم ينشأ فقط من بيئة اللغة السريانية الآرامية، ولكنه على الأقل بأجزاء واسعة منه يعتمد إلى حد كبير على نص أساسي مسيحي سرياني تم نقله إلى العربية، إذ يمكن عزو العديد من الأخطاء المضللة وسوء الفهم الذي يشوه المعنى. للمترجم. على سبيل المثال، لا تشير السورة 97 حقًا إلى تبليغ القرآن لنبي محمد، ولكنها كانت في الأصل مجرد وصف لميلاد يسوع.
وبالإضافة إلى ذلك يمثل أوليغ بالتالي أطروحة أن بداية التقويم الإسلامي المثبت بلا شك في القرن السابع الميلادي لم يستند إلى الهجرة، لأنه لم يكن هناك نبي محمد قط، وبالتالي لم يكن هناك خروج من مكة. إنما التوقيت يشير إلى بداية الحملة على الفارس التي قام بها الإمبراطور الرومي الشرقي هرقل ضد الساسانيين في العام 622 م. في هذه المعركة، لعبت القوات العربية المسيحية المساعدة إلى جانب هرقل دورًا مهمًا، وكأعترف بالفضل، تمكنت من تأسيس دولتها الخاصة هذا العام على أنها فويرداتي Foederati. في الواقع، يرتبط التقويم الإسلامي بتأسيس دولة خاصة من قبل العرب المسيحيين، والذين كانوا سيحققون الاستقلال التام قريبًا.
قام أوليغ بتطوير هذه الأطروحات الجذرية مع فولكر بوب Volker Popp وكريستوف لوكسنبرغ في كتاب الإسلام المبكر (2007). وجرى ناقشها عند المختصين. انتقد تيلمان ناغل بشكل خاص أوليغ بحدة. رد أوليغ على انتقادات ناغل في مراجعة. أيد علماء إسلاميات آخرون أطروحات فريق أوليغ، مثل باتريشيا كرون من جامعة برينستون. بسبب سوء وضع المصادر فيالقرن 7 م، يصعب دحض أطروحات أوليج؛ لا جدال في أن الأخبار العربية الإسلامية عن محمد والفتوحات الإسلامية نشأت بعد فترة طويلة من الأحداث.